# 何塞·里加
荷西·里加（法語：José Riga，1957年7月30日—）是一名比利時足球教練，曾任教英冠球會查爾頓兩個月，於成功護級後卻被撤換，獲另一支英冠球會黑池邀請接手任教，惟上任僅四個月便被辭退。

## 生平
里加於球員時期效力家鄉附近的兩家球會。退役後轉任教練，2005年任教降班比乙的RAEC蒙斯，隨即帶領球隊奪冠回升比甲。升班首季球隊獲得中游的第9位及歷來在比甲最多的44分；好景不常，次季由於人腳變動，球隊成績下滑，雖然里加的合約要到2010年才屆滿，但他於2008年1月被辭退。同年6月里加與维塞簽訂五年合約，初時出任技術總監，其後擔任教練。
2011年6月里加獲比甲球會標準列治聘請出任主帥。僅一年後，他離隊轉到卡塔尔的ASPIRE运动精英学院任教，於2013年年初辭職。2013年10月里加加盟AC米兰青訓學院協助球員改進技術及思維。
於2008至2010年期間，里加擔任比利時足球協會的球探。自2000年起他協助RTBF的體育節目，主要是歐洲國家盃和世界盃。他亦是BeTV歐聯節目的顧問。

## 外部連結
- 足球資料庫：何塞·里加的領隊統計數據